# Kommunaliseringen av gymnasieskolan i Sverige
Denna artikel behandlar kommunaliseringen av den svenska skolan, men också debatten kring reformerna och om ett återförstatligande.
Med kommunaliseringen av gymnasieskolan avses besluten att överföra ett ökat ansvar för det svenska skolväsendet från staten till kommunerna. Reformerna som genomfördes med start år 1985 var kulmen på ett flertal utredningar och en 14 år lång politisk debatt. Fram tills 1990 reglerades det mesta av skolöverstyrelsen tillsammans med länsskolenämnder. Lärare och rektorer var anställda av staten och det fanns en statligt tillsatt skolchef i varje kommun. De svenska skolorna hade internationellt sett väldigt goda resultat och skiljde sig inte så mycket sinsemellan. Allt var starkt centraliserat och styrt av genom läroplaner, skolregelsystem och lagstiftning.
Ett av de mer genomgripande besluten klubbades igenom i riksdagen 8 december 1989 efter att Socialdemokraterna fått majoritet genom stöd från VPK (nuvarande Vänsterpartiet). Omröstningen i riksdagen slutade med 162 röster för och 157 röster emot. 
Göran Persson, dåvarande skolminister, skriver i sina memoarer "Min väg, mina val": "Jag är övertygad om att jag resonerade rätt, även om jag samtidigt insåg varför lärarna gjorde sådant motstånd. Den statliga kopplingen gav dem högre status i förhållande till kommunalanställda. Jag förstod deras motstånd, men det gamla systemet var dödsdömt."
Lärarnas Riksförbund, Lärarförbundet, samt partierna Liberalerna, Vänsterpartiet, Sverigedemokraterna  och Feministiskt Initiativ kritiserar för närvarande[när?] lagen och argumenterar för att kommunerna inte klarat av att upprätthålla kvaliteten i skolan och att ansvaret för skolan bör återföras till staten.

## Historik
- 1985 var samtliga lärarförbund motståndare till en kommunalisering av gymnasieskolan, men splittrades några år senare i samband med synen på kommunaliseringen och avtalsförhandlingarna 1989.
- 1986 gav Lärarnas Riksförbund ut dokumentet "Därför avvisar lärarna en kommunalisering". Där varnades bland annat för vidgade klyftor mellan olika skolor och för en politisering av tillsättningen av lärartjänster.[5]
- 1988, strax före valet, presenterade skolminister Bengt Göransson sin proposition om skolans utveckling och styrning, en proposition som föreslog ökat kommunalt inflytande genom kommunala skolplaner och kommunal tillsättning av skolledare och lektorer.[6]
- 1989 i mars utsågs Göran Persson till skolminister med ansvar för kommunala vuxenutbildningen, gymnasieskolan och grundskolan. I sin första TV-intervju klargjorde han att han skulle satsa på att förändra beslutanderätten över skolan. Kort därefter, i april och i anslutning till den pågående avtalsförhandlingen med lärarförbunden, presenterades förslaget att kommunerna ska ta över makten över skolorna i en kompletteringsproposition.
  - Saco var emot förslaget och Lärarnas Riksförbund protesterade genom att organisera demonstrationer från Sveavägen till Utbildningsdepartementet med namnunderskrifter. I november 1989 tog Lärarnas Riksförbund ut sina medlemmar i strejk flera veckor mot förslaget att kommunalisera skolan, och varnade för konsekvenserna. Några av de viktigaste skälen till protesten var att man befarade att skolan skulle bli mindre likvärdig, att det skulle bli alltför olika förutsättningar för eleverna, och att beroendet skulle bli alltför stort av hur de olika kommunerna förvaltade sitt uppdrag. Man befarade också att läraryrkets status skulle urholkas med en sämre löneutveckling som följd, trots Göran Perssons förutsägelser om motsatsen.[6]
  - TCO:s två lärarförbund, Sveriges lärarförbund och Svenska Facklärarförbundet, som något år senare förenades i Lärarförbundet, genomförde en medlemsundersökning om avtalsförslaget som förbundens ledningar rekommenderade medlemmarna att bejaka, och som slutade med seger för ja-sidan.[källa behövs]
- 1989 den 8 december togs beslutet i riksdagen[7]. Socialdemokraterna fick stöd av VPK och kommunaliseringen genomfördes sommaren 1991.
- 2008 beslutade Lärarnas Riksförbund på sin kongress att verka för ett ökat statligt ansvarstagande för skolan med sikte på ett förändrat huvudmannaskap.
- 2010, inför valet samma år, beslutade oppositionen i juli att utreda kommunaliseringen om de fick makten, och i augusti 2010 deklarerade regeringen med allianspartierna att en utredning skulle tillsättas i frågan. Moderaterna motsatte sig dock detta och menade att skolan ska förbli kommunal.

## Lärarnas Riksförbunds syn på kommunaliseringen
Lärarnas Riksförbund presenterade en undersökning i september 2011 där man låtit Novus intervjua 10 500 personer i 21 större kommuner om hur kommuninvånarna ser på de lokala politikernas insatser, om likvärdigheten i skolan. Väljarna gav kommunerna underkänt. Hälften av de tillfrågade tyckte inte att skolorna i kommunen var likvärdiga. 6 av 10 trodde att skolans resultatutveckling skulle gynnas av statlig finansiering. Endast 7 procent trodde att skolan skulle missgynnas av statlig finansiering. 6 av 10 tyckte inte att kommunpolitikerna gjorde tillräckligt för att garantera bra kvalitet i skolan.
Lärarnas Riksförbund presenterade en undersökning i maj 2011 med hjälp av undersökningsföretaget Novus. De hade uppdraget att genomföra 1 000 intervjuer av personer som var 18 år eller äldre. Urvalet var representativt för riket.
Lärarnas Riksförbund presenterade ett förslag till ny modell för skolans finansiering januari 2010. Förbundet menade att en nationell finansieringsmodell inte innebär att alla elever ska få exakt lika mycket resurser. Föräldrars utbildning, bostadsort, invandrarbakgrund och kön är sådana variabler som påverkar en individs förutsättningar, säger organisationen.
Lärarnas Riksförbund presenterade en undersökning  juni 2009 som visar på, med Lärarnas Riksförbunds formulering, "kommunernas oförmåga att ansvara för skolan".
Två opinionsundersökningar gjordes 2011 på uppdrag från Lärarnas Riksförbund, en organisation som helt vill förstatliga skolan. Undersökningarna visade att en majoritet av de intervjuade ville se ökad nationell styrning av skolan. 6 av 10 tillfrågade väljare tyckte inte att kommunpolitikerna gjorde tillräckligt för att garantera en bra kvalitet i skolan. Bara 1 av 10 svarade att kommunpolitikerna gjorde tillräckligt.

## Forskning
Ekonomen Erik Lakomaa har visat att reformen medförde att kommunerna började jämföra sig med varandra. Följden blev att kommuner som tog över skolor med högre kostnader än motsvarande skolor i andra kommuner bantade dessa kostnader. Lakomaa har också visat att reformen innebar att kostnadsökningstakten i skolan saktade av. Eftersom kommunaliseringen följde flera andra reformer på skolområdet (bland annat friskolereformen, den nya kursutformade gymnasieskolan, införandet av program istället för linjer i gymnasieskolan samt det nya betygssystemet) är det svårt att med bestämdhet säga vilka övriga effekter kommunaliseringen haft.. Även Johanna Ringarp har behandlat kommunaliseringen i sin doktorsavhandling. Hennes slutsatser överensstämmer i stora drag med Lakomaas.

## Utvärdering av Skolverket
Skolverket presenterade en undersökning 2012, där man tittat på hur kommunerna hanterar uppdraget som huvudmän för skolan. Studiens empiriska underlag utgörs av intervjuer med de tre högst politiskt ansvariga för skolverksamheten samt med de två högst ansvariga tjänstemännen i åtta kommuner. Intervjuerna analyseras mot bakgrund av lag och förordningar, statistiska uppgifter och forskningsresultat inom området. De mönster och problembilder som framgår av studien kan sammanfattas i följande slutsatser: Intervjuerna visar på en separation mellan befogenhet och ansvar i det kommunala huvudmannaskapets utförande. Studien visar att det finns en problematik som innebär att politikerna ser de nationella målen för skolan mer som ambitiösa visioner än som underlag för styrning av sin skolverksamhet. I praktisk handling underordnas de statliga kraven den kommunala prioriteringen. Studien har visat att resursfördelningen från kommunfullmäktige till nämnderna i de intervjuade kommunerna sker schablonmässigt enligt varje kommuns traditionella prioriteringar. Studien visar hur kommuners tolkning av sitt huvudmannauppdrag kan hindra dem att agera för att öka likvärdigheten och väsentligt förbättra måluppfyllelsen i skolorna. 